# 五十嵐醇三
五十嵐 醇三（いがらし じゅんぞう、1909年 - 1973年）は、日本の技術者、都市計画家。土地評価の基準となっている区画整理の根幹である土地評価の定型化を図るため、路線評価方式を考案した。

## 経歴
1909年、和歌山県和歌山市に生まれる。旧制和歌山県立和歌山中学校、旧制大阪高等学校を経て、1932年に東京帝国大学工学部土木工学科を卒業。同年東京府に入った後、1934年に内務省に移り都市計画課に勤務。1941年に内務省国土局計画課に勤務する。荒川上流改修事務所戸田工場主任として戸田ボートコース新設に従事。その後北支建設給署で都市局技術と計画の各課長をつとめる。
1946年、戦災復興院に移籍し土地局工務課勤務。1951年、首都建設委員会計画課長、1953年、建設省計画局都市復興課長、1955年、同区画整理課長をつとめる。
戦禍で荒廃した全国115都市の戦災復興土地区画整理事業の指導に1959年まで尽くした。
また、戟災復興事業の概成に伴い、新たに制定された土地区画整理法の運用を図るため、都市改造土地区画整理事業への国庫補助金制度と市街地開発土地区画整理事業への融資制度を確立し、その後の事業の推進を導いた。
1959年、首都高速道路公団が設立され、技術部長に就任。雑誌『区画整理』『都市計画』などの編集にも関わった。
訳書に『都市計画に於ける最近の進歩』（1933 - 1934年）がある。